# Daniel Olszewski
Daniel Olszewski (ur. 5 września 1934 w Wolicy, zm. 6 lutego 2015 w Kielcach) – polski duchowny rzymskokatolicki diecezji kieleckiej, historyk, profesor nauk humanistycznych.

## Życiorys
Szkoły podstawową i średnią ukończył w Jędrzejowie. W latach 1952–1958 odbył studia z zakresu teologii i historii w Wyższym Seminarium Duchownym w Kielcach, następnie studiował również na Katolickim Uniwersytecie Lubelskim Jana Pawła II. Doktoryzował się w 1972 roku na Uniwersytecie Warszawskim, natomiast stopień doktora habilitowanego uzyskał w 1986 w Papieskiej Akademii Teologicznej w Krakowie. W 1998 roku otrzymał tytuł naukowy profesora nauk humanistycznych.
Od 1973 roku był wykładowcą w Wyższym Seminarium Duchownym w Kielcach. W latach 1983–1989 pracował w Papieskiej Akademii Teologicznej w Krakowie. W 1991 roku został adiunktem w Wyższej Szkole Pedagogicznej w Kielcach, przekształconej następnie w Akademię Świętokrzyską. W 1993 na uczelni tej objął stanowisko profesora nadzwyczajnego. Ponadto był członkiem Polskiej Akademii Nauk (Wydział I – Nauk Społecznych; Komitet Nauk Historycznych).
Specjalizował się w historii Kościoła katolickiego XIX wieku. Jego zainteresowania badawcze obejmowały m.in.: duchowieństwo i przemiany społeczno-religijne w XIX w., polską kulturę religijną XIX i XX w. z uwzględnieniem perspektywy europejskiej oraz religie niechrześcijańskie. Autor kilkunastu monografii i kilkuset artykułów. Publikował m.in. w „Niedzieli”, „Więzi”, „Znaku” i „Tygodniku Powszechnym”.
Odznaczony m.in. Medalem Komisji Edukacji Narodowej.

## Wybrane publikacje
- Przemiany społeczno-religijne w Królestwie Polskim w pierwszej połowie XIX wieku. Analiza środowiska diecezjalnego, Lublin 1984
- Polska chrześcijańska. Zarys dziejów (966–1984), Kielce 1985
- Szkice z dziejów kultury religijnej, Katowice 1986
- Z zagadnień religioznawstwa, Łódź 1988
- W służbie cierpiącym. Charyzmat Kazimiery Gruszczyńskiej (1848–1927), Niepokalanów 1991
- Parafia Kije. Zarys dziejów, Kielce 1993
- Dzieje chrześcijaństwa w zarysie, Kraków 1996 (wydane po raz pierwszy w Katowicach w 1982)
- Ks. Ignacy Kłopotowski. Życie i apostolat, Warszawa 1996
- Polska kultura religijna na przełomie XIX i XX wieku, Warszawa 1996
- Błogosławiony ksiądz Józef Pawłowski, Włocławek 2001
- Dziesięć wydarzeń, które wstrząsnęły Kościołem XX wieku, Poznań 2002
- Parafie gminy Pierzchnica. Zarys dziejów, Kielce 2002
- Parafia Trójcy Świętej w Jędrzejowie na tle dekanatu. Zarys dziejów, Kielce 2003 (współautor Waldemar Kowalski)